# Askerød
 For alternative betydninger, se Askerød (flertydig). (Se også artikler, som begynder med Askerød)
Askerød er en af de store almennyttige boligbebyggelser i Hundige langs Køge Bugt-fingeren, opført som rationelt montagebyggeri af præfabrikerede betonkomponenter i midten af 1970'erne: Området drives af Bo-Vest, og består af syv bygninger udformet som et sluttet bymiljø med cykel- og gangstier og små torve og legepladser rundt omkring en grøn fælled med boldbane, kælkebakke m.v.. Dertil er der to integrerede børneinstitutioner, fælleshus med bl.a. fest- og mødesal, og en bygning med administrationskontor.
Hovedbygningerne er i én, to eller tre etager, og har navne efter landskabstræk; Agerhuset, Dalhuset, Digehuset, Grøftehuset, Kildehuset, Krathuset og Gærdehuset: De indeholder lejligheder og hybler med fra ét til fem værelser, depot-rum samt tre vaskerier. Da administrationskontoret flyttede fra fælleshuset til en tidligere tredje integreret børneinstitution, fik denne bygning tilnavnet "Kernehuset".

## Historie
Askerød blev projekteret og opført i midten af 1970'erne, omtrent samtidig med de nærliggende Hundige Station og Hundige StorCenter, som svar på den akutte mangel på boliger og arbejdskraft i årtierne efter 2. verdenskrig: Bygningerne rummede oprindeligt ca. 600 lejligheder, nåede "kun" op til 2. sals højde, og havde et "sydeuropæisk" præg med flade tage, og vinduer og døre i plan med væggenes indersider.
De flade tage viste sig at være sårbare overfor det fugtige danske klima, så i løbet af de første 15 år var der stadig flere problemer med utætte tage og indtrængende vand. I begyndelsen af 1990'erne iværksatte man et renoveringsprojekt der skulle udbedre en del af de flade tage, og sætte en helt ny tredjesal på de øvrige tage; derved steg antallet af lejligheder til over 700. Igen i 2010-2011 blev Askerød renoveret, idet alle toiletter i stue-, 1.-, og 2. etages lejligheder blev renoveret, samt tagterasser, indgangspartier, cykelskure, gadebelysning, de to institutioner Diget og Grøften og Stamhuset.
Under et andet renovationsprojekt kort efter årtusindskiftet blev vinduer samt altan- og terrassedøre udskiftet, der blev installeret individuelle målere på varme og elektricitet, og radiatortermostater blev udskiftet. Ved samme lejlighed blev der installeret datanet (internetforbindelse) i lejlighederne, og den hidtidige faldskakt til affald blev lukket og erstattet af containere til dagrenovationsaffald i vindfanget til hver enkelt opgang.
Disse containere blev imidlertid et yndet mål for brandstiftere, som kunne "arbejde" nogenlunde diskret og uset i vindfangene, med omkostningstunge brandskader til følge. Ved en af disse episoder blev branden næret kraftigt af store mængder fedststof eller lignende i affaldet, og røgen herfra bredte sig til ventilationen ved et af vaskerierne – skaderne beløb sig denne gang til i omegnen af en million kroner, og førte til en beslutning om at finde en anden affaldsordning.
Valget faldt på Molok-systemet; nogle runde, delvis nedgravede containere, der i dag står rundt omkring på Askerøds små torve og pladser. Den sommer de blev installeret, var udpræget tør, så i første omgang valgte man at spare på funderingen. Den beslutning har man dog senere måttet omgøre, da voldsomme regnskyl de følgende år "skubbede" de let funderede Molokker op af jorden.
Ud over hærværk, bl.a. føromtalte ildspåsættelser, har Askerød de seneste år oplevet et antal skudepisoder, primært som følge af træfninger mellem banderne Bloodz (tidligere Borhan-gruppen) fra Askerød og Black Cobra, der bl.a. holder til i den nærliggende bebyggelse Gersagerparken. Det har ad flere omgange (i 2007 og 2008) ført til at politiet har indført en måneds Visitationszone i området, og boligselskabet har indført en nul-tolerance-politik, således at hvis en beboer dømmes for vold eller hærværk, bliver hele hans/hendes husstand opsagt.

## Kultur
Askerød er blevet beskrevet litterært i Ahmad Mahmouds bog Sort land om sin opvækst i bydelen i en dansk-palæstinensisk familie, hvor "tæsk i hjemmet, social kontrol og forældre på velfærdsydelser var en del af tilværelsen" ifølge en af anmeldelserne.
Den danske rapper Tessa er fra Askerød.
Musikvideoen til nummeret Blæstegnen er delvis optaget i Askerød.

## Ekstern henvisning
- www.askeroed.dk

55°36′10″N 12°19′40″Ø / 55.60278°N 12.32778°Ø